# Elonus tovarensis
Elonus tovarensis es una especie de coleóptero de la familia Aderidae.

## Distribución geográfica
Habita en Venezuela.